# Julmatcher i National Football League
Julmatcher i National Football League är ett återkommande evenemang, men till skillnad från Thanksgiving Classic sker det inte årligen. Generellt sett försöker NFL undvika matcher på juldagen då det traditionellt sett firas jul i USA. En majoritet av matcherna i varje omgång spelas på söndagar och skulle den 25 december infalla på en söndag brukar NFL i regel flytta alla utom en eller två matcher till lördagen den 24 december. Senast det spelades en match på juldagen var 2011 när Green Bay Packers besegrade Chicago Bears med 35-21 på Lambeau Field

## Julmatcher
Här är en lista över samtliga NFL-matcher som spelats på jul. Bortsett från de första två matcherna 1971 har övriga matcher spelats under ordinarie säsong.

### 1971
- Dallas Cowboys - Minnesota Vikings 20-12
- Miami Dolphins - Kansas City Chiefs 27-24 (Längsta matchen någonsin i NFL)[2]

### 1989
- Cincinnati Bengals - Minnesota Vikings 21-29

### 1993
- Houston Oilers - San Francisco 49ers 10-7

### 1994
- Detroit Lions - Miami Dolphins 20-27

### 1995
- Dallas Cowboys - Arizona Cardinals 37-13

### 1999
- Denver Broncos - Detroit Lions 17-7

### 2000
- Dallas Cowboys - Tennessee Titans 0-31

### 2004
- Oakland Raiders - Kansas City Chiefs 30-31
- Denver Broncos - Tennessee Titans 37-16

### 2005
- Chicago Bears - Green Bay Packers 24-17
- Minnesota Vikings - Baltimore Ravens 23-30

### 2006
- Philadelphia Eagles - Dallas Cowboys 23-7
- New York Jets - Miami Dolphins 13-0

### 2009
- San Diego Chargers - Tennessee Titans 42-17

### 2010
- Dallas Cowboys - Arizona Cardinals 26-27

### 2011
- Chicago Bears - Green Bay Packers 21-35